# 近石病院
近石病院（ちかいしびょういん）は、岐阜県岐阜市にある病院。正式名称は医療法人社団登豊会近石病院である。

## 概要
外科、整形外科に力を入れており、病床も回復期リハビリテーション、療養病床の比率が高い。近石病院の外来機能は、隣接する「ちかいしクリニック」が対応している。
また、居宅介護支援センターちかいし、デイサービスセンターちかいし、訪問看護ステーションひかりを併設しており、その他にも法人内には介護老人保健施設仙寿なごみ野や特別養護老人ホーム岐南仙寿うれし野、うれしの保育園、うれしの東保育園等がある。

## 病床数
- 125床
  - 一般：39床（うち地域包括ケア病床13床）
  - 療養：42床
  - 回復期リハビリテーション：44床

## 沿革
- 1963年（昭和38年）：開業。
- 1971年（昭和46年）：医療法人社団登豊会設立。
- 2004年（平成16年）：ちかいしクリニック開院。
- 2015年（平成27年）：近石病院（新病院）開院。

## 診療科
- 外科
- 内科
- 整形外科
- 脳神経外科
- 皮膚科
- 循環器科
- 消化器科
- 呼吸器科
- 放射線科
- 肛門科
- リウマチ科
- 麻酔科
- リハビリテーション科

## 医療機関指定
出典
| 保健医療機関           | 国民健康保険療養取扱機関       |
| 労災保険指定病院       | 生活保護指定病院               |
| 結核予防法指定病院     | 原爆被爆者一般疾病医療取扱病院 |
| 身体障害者福祉法指定医 | 特定疾患治療研究委託病院       |
| 救急指定               | 労災保険二次検診               |

## 交通機関
- 岐阜バス「忠節」バス停下車
  - JR岐阜駅バスターミナル（岐阜駅北口）9番のりば忠節橋方面の路線「C31 おぶさ」「C45 御望野」「C48 宝珠ハイツ」など
  - JR岐阜駅バスターミナル（岐阜駅北口）10番のりば「市内ループ線」
- にっこりバス「近石病院」バス停下車